# Duy Phú
Duy Phú là một xã thuộc huyện Duy Xuyên, tỉnh Quảng Nam, Việt Nam.
Xã Duy Phú có diện tích 39,38 km², dân số năm 2019 là 3.829 người, mật độ dân số đạt 97 người/km².